# Rahimullah Haqqani
Rahimullah Haqqani (en darí: رحیم الله حقانی‎; fallecido el 11 de agosto de 2022) fue un clérigo afgano. Fue partidario de los talibanes y crítico del Estado Islámico del Gran Jorasán (IS-K). Creía que las mujeres podían recibir educación, ya que consideraba que en ninguna parte de la sharia restringía ese derecho.
Anteriormente había sobrevivido a dos intentos de homicidio, incluyendo un atentado terrorista en 2020 en Peshawar, Pakistán, en el que fallecieron siete personas.

## Homicidio
El 11 de agosto de 2022, falleció en un ataque suicida en Kabul. Según los informes, el atacante tenía una bomba colocada en su pierna amputada.